# Auguste Comte

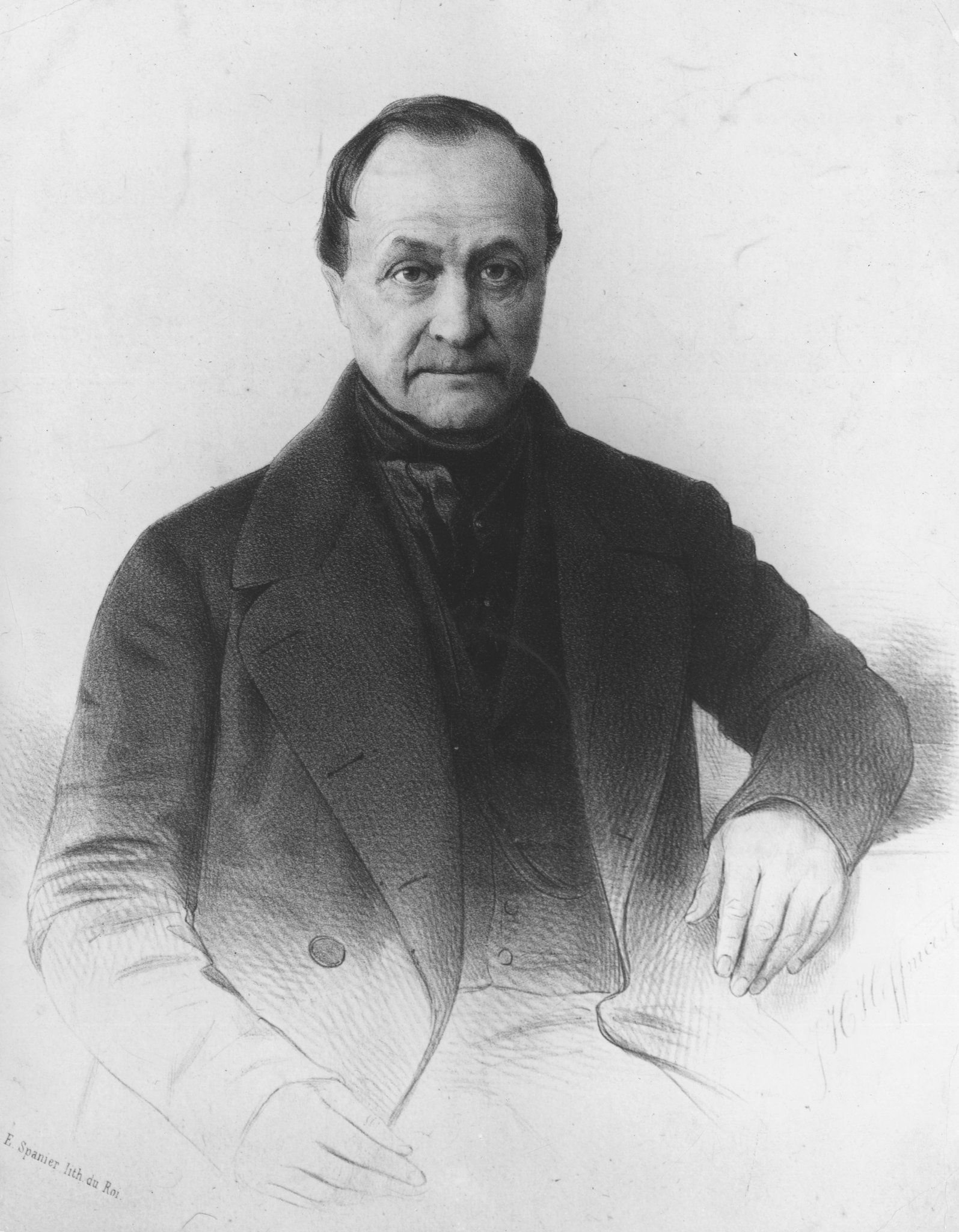
Auguste Comte

Isidore Marie Auguste François Xavier Comte (* 19. Januar 1798 in Montpellier; † 5. September 1857 in Paris) war ein französischer Mathematiker, Philosoph und Religionskritiker. Vor allem ist er jedoch als Begründer des Positivismus und Mitbegründer der Soziologie bekannt – deren Benennung auf Comte zurückgeht.

## Leben

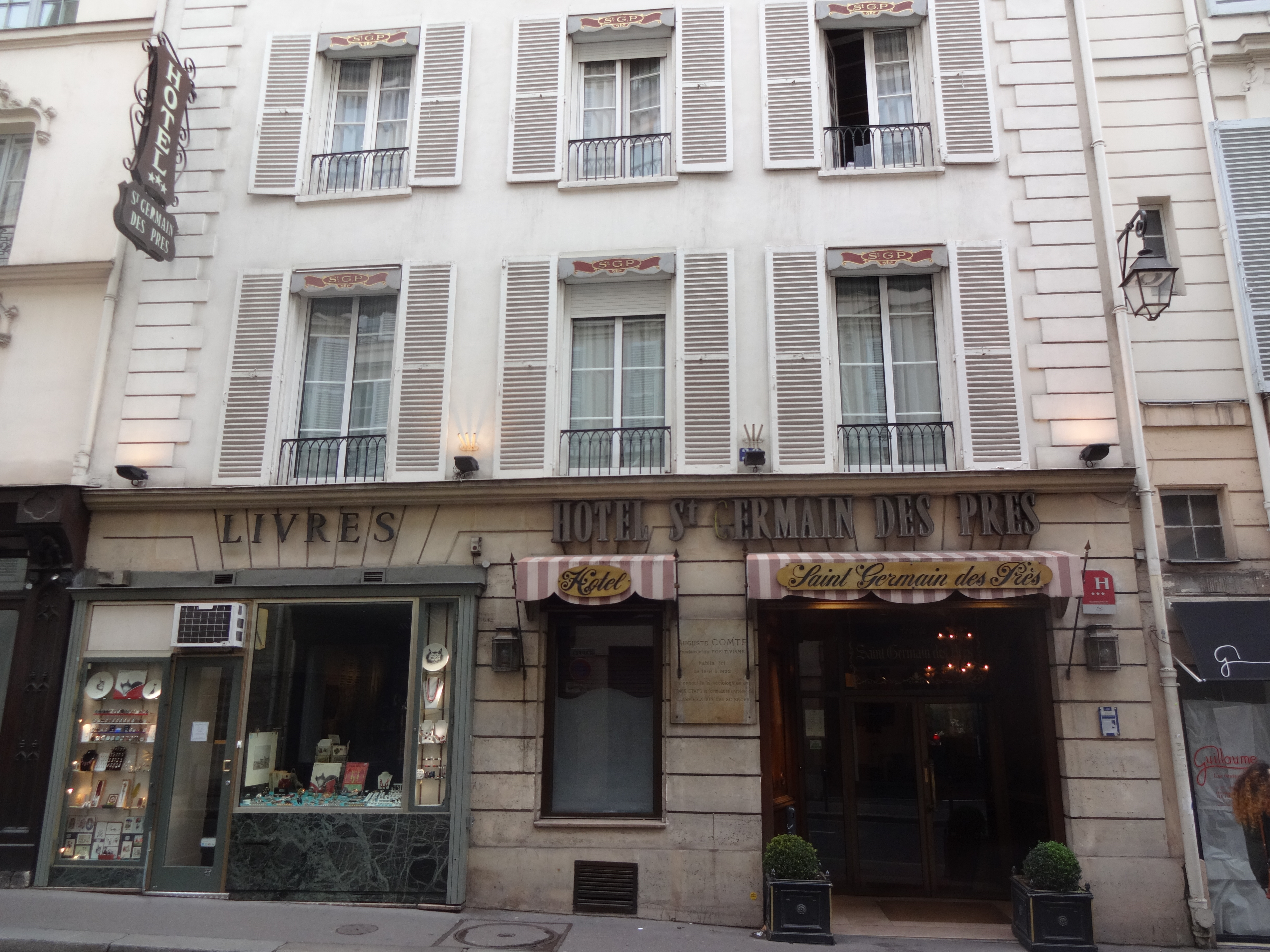
Auguste Comtes Wohnhaus von 1818 bis 1822, Quartier Latin, Paris

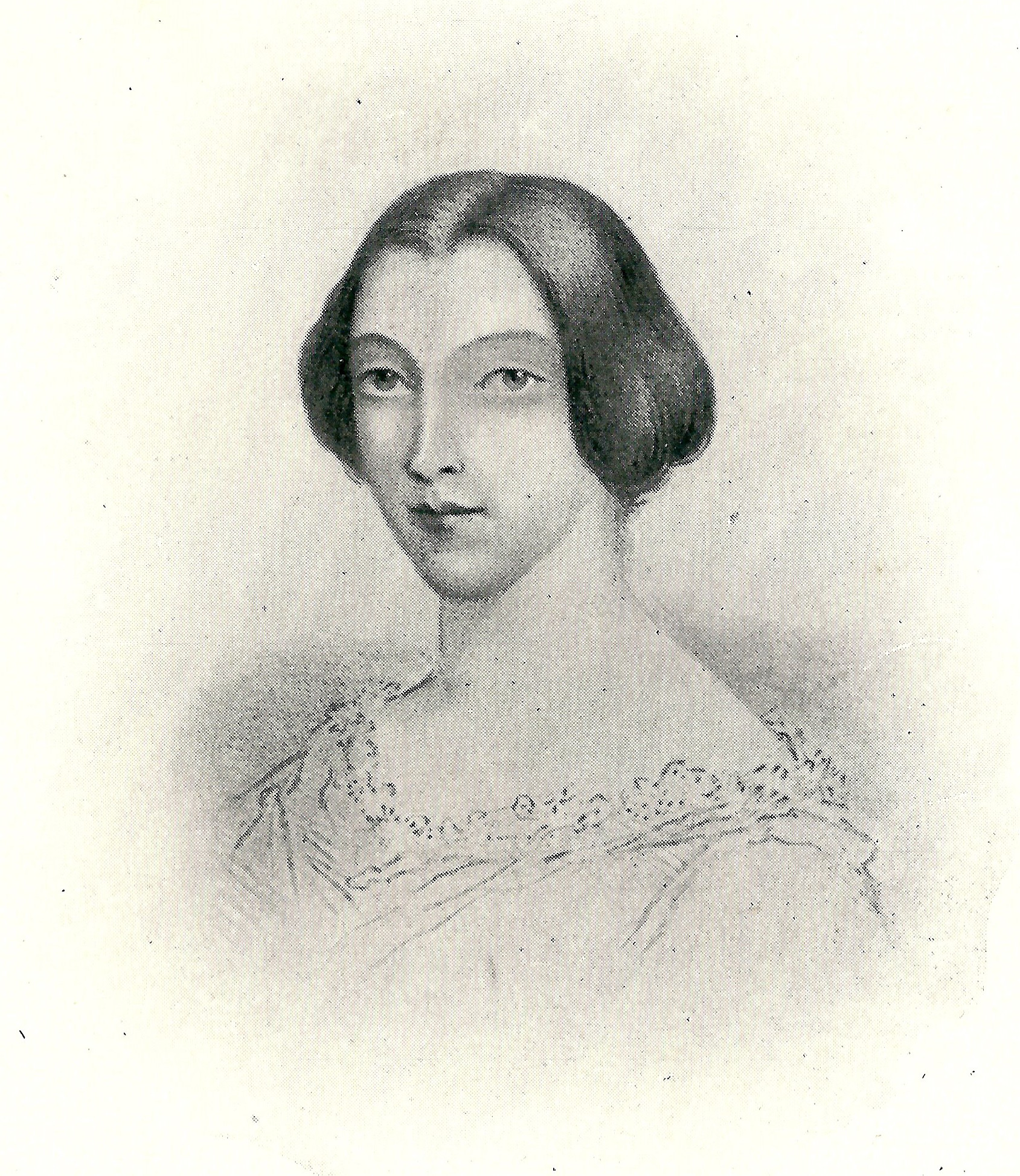
Seine Ehefrau bis 1842: Anne Caroline Massin (1802–1877)

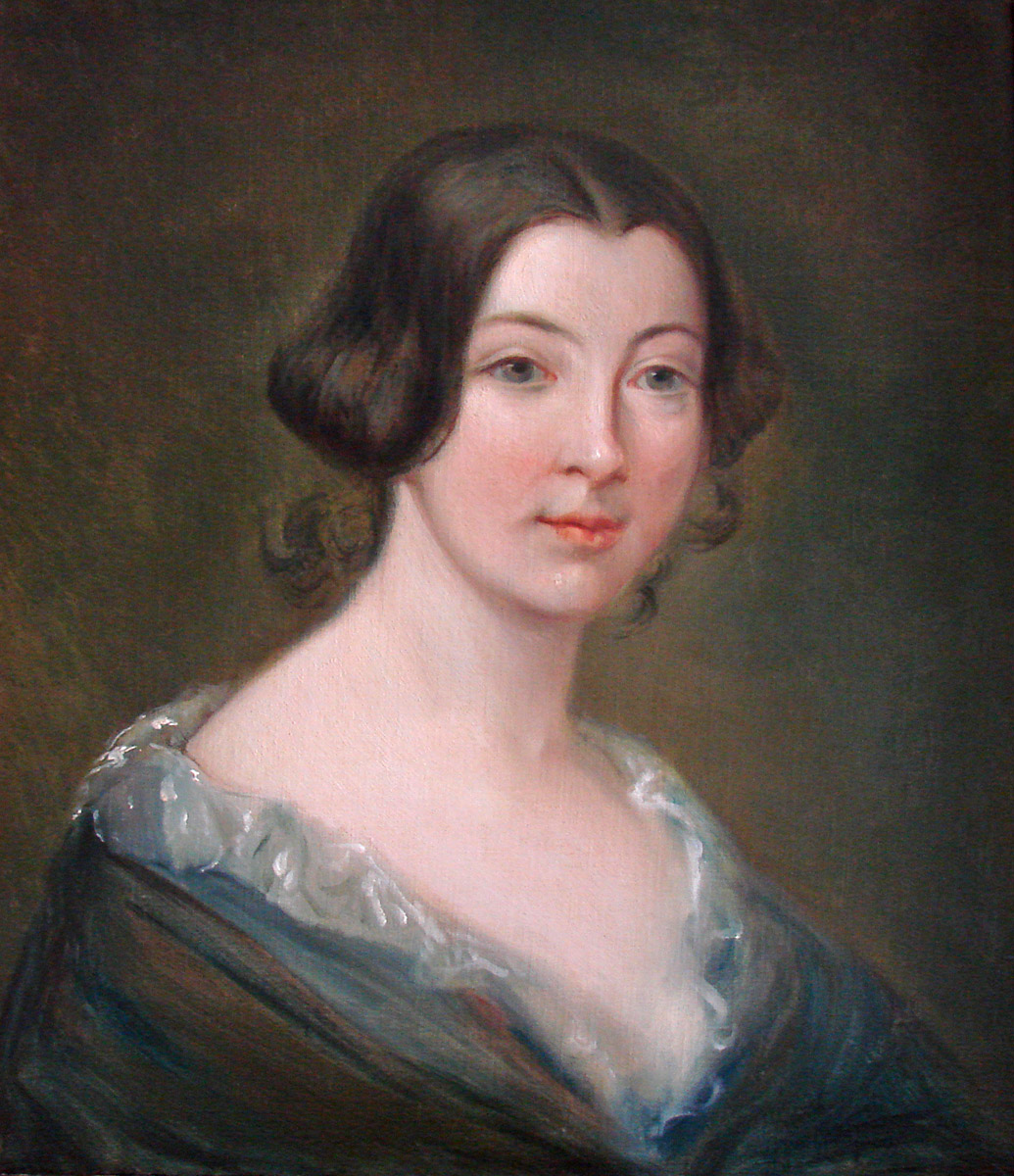
Clotilde de Vaux (1815–1846)

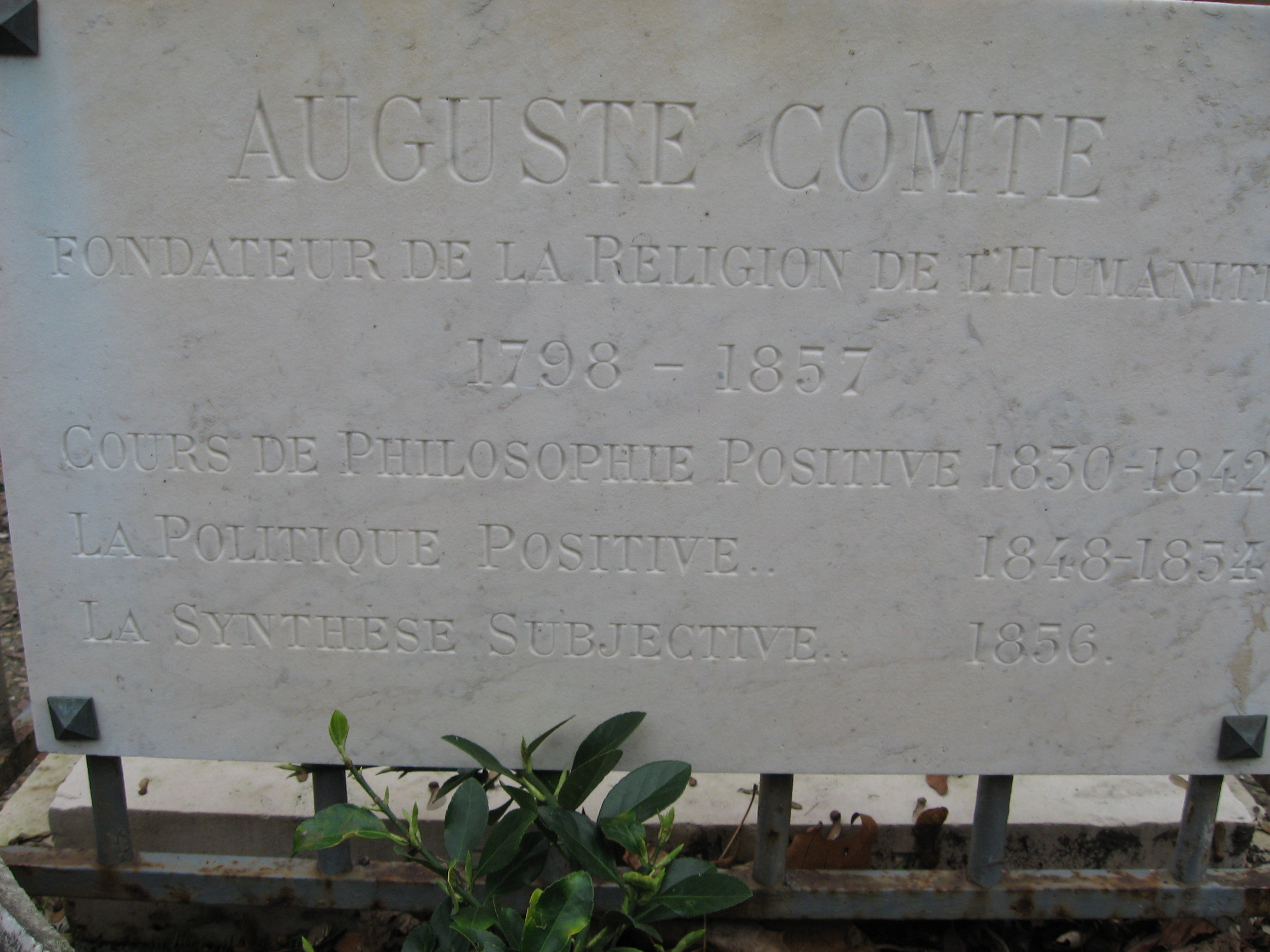
Grabstein Auguste Comte

Sein Vater war der Steuer- bzw. Zollbeamte, Receveur des Finances Louis-Auguste-Xavier Comte (1776–1859), seine Mutter Félicité-Rosalie Comte, geborene Boyer (1764–1837). Comte hatte drei jüngere Geschwister.
Nach dem Besuch der Schule in Montpellier studierte Comte am Eliteinstitut École polytechnique in Paris. Die École polytechnique widmete sich den französischen und republikanischen Idealen, vor allem dem Fortschrittsgedanken. 1816 kam es zu einer Studentenrevolte; die École schloss vorübergehend. Die Kursteilnehmer konnten eine Neuzulassung zu einem späteren Zeitpunkt beantragen. So musste Comte die École verlassen und setzte seine Studien an der medizinischen Schule in Montpellier fort. Als die École später wiedereröffnet wurde, versuchte Comte nicht, sich erneut einschreiben zu lassen.
Bald sah er unüberbrückbare Differenzen mit seiner katholisch-monarchistisch geprägten Familie und zog nach Paris, wo er seinen Lebensunterhalt durch Gelegenheitsarbeiten, u. a. als Privatlehrer für Mathematik, bestritt. Er war teilweise Autodidakt und als solcher sehr belesen. Er studierte weite Felder historischer und philosophischer Literatur, holte sich Anregungen bei so unterschiedlichen Autoren wie dem Physiokraten Turgot, bei Condorcet, Montesquieu, bei führenden philosophischen Aufklärern wie David Hume und Immanuel Kant, aber auch bei Konservativen wie Joseph de Maistre, und beschäftigte sich auch mit klerikalen Denkern der Scholastik.
Er wurde Student, Freund und Sekretär des bedeutenden Industrie- und Sozialtheoretikers Graf Claude-Henri Comte de Saint-Simon, der seinen Schüler in intellektuelle Gesellschaft brachte. In Saint-Simons Zeitschriften publizierte Comte seine ersten journalistischen Arbeiten. 1824 verließ er Saint-Simon wegen nicht beizulegender Meinungsverschiedenheiten.
1822 veröffentlichte Comte die Schrift Plan des travaux scientifiques nécessaires pour réorganiser la société als grundlegendes Werk der Philosophie des Positivismus. Er bemühte sich vergeblich um eine akademische Anstellung. Ein Lehrstuhl blieb ihm „wegen der unmoralischen Falschheit seines mathematisierenden Materialismus“ versagt. Selbst eine bescheidene Stelle als Mathematik-Repetitor verlor er später wegen seiner strittigen Schriften. Sein Lebensunterhalt hing von Förderern und von der finanziellen Hilfe seiner Freunde ab. In seiner Privatwohnung hielt er Vorträge, die auch von bekannten Wissenschaftlern seiner Zeit besucht wurden.
1825 heiratet Comte Caroline Massin.:34 Sie soll zuvor als Prostituierte gearbeitet haben; andere Quellen sprechen explizit davon, sie sei „diplomierte Buchhändlerin“ gewesen.:34 Comte war als arrogante, energische und mitreißende Persönlichkeit bekannt. 1826 erkrankte er psychisch und stürzte sich im Wahn in Suizidabsicht zusammen mit seiner Frau ins Wasser. Caroline gelang es mit letzter Kraft, sich und ihren Mann ans Ufer zu retten. Sie ließ ihn danach vom seinerzeit berühmten Psychiater Jean Étienne Esquirol behandeln, jedoch ohne Erfolg. Daraufhin pflegte Caroline ihn alleine zu Hause, was aufgrund der Gewalttätigkeit Comtes für sie belastend und gefährlich war. Comte unternahm einen weiteren Suizidversuch, als er sich in die Seine stürzte, wurde aber von einem Gardisten gerettet.:35 Stabilisiert durch seine Ehefrau, konnte er wieder wissenschaftlich arbeiten und Vorlesungen halten.
Von April 1826 bis zu seiner Scheidung im Jahr 1842 veröffentlichte er sein Hauptwerk, die sechs Bände seines Cours de philosophie positive, basierend auf seinen Vorlesungen als Privatgelehrter. Ab 1841 wohnte er in der Rue Monsieur-le-Prince Nr. 10, heute Sitz eines Comte-Museums. Hier referierte er u. a. über Astronomie.
Von 1844 an verehrte Comte die Großbürgersgattin Clotilde de Vaux, ein Verhältnis, das platonisch blieb. Nach ihrem Tod 1846, sie starb an Tuberkulose, wurde diese Liebe quasi-religiös und Comte sah sich als Gründer und Prophet einer neuen „Religion der Menschlichkeit“. Der ehemals vor allem den strengen „Tatsachenwissenschaften“ anhängende Comte rief damit praktisch eine neue Theokratie aus. Kritiker sahen in seinen Bestrebungen einen „gottlosen Katholizismus“. Er veröffentlichte vier Ausgaben des Système de politique positive (1851–1854).
Als einer der wenigen Wissenschaftler im 19. Jahrhundert plädierte Auguste Comte für eine Emanzipation der Frauen – allerdings transportierten seine Vorstellungen ein teilweise sehr traditionelles Bild: Der Mann habe sich im „Lebenskampf“ und in den „Professionen“ zu bewähren, die Frau müsste aus dem häuslichen Kreis heraus moralisch und ethisch in die Gesellschaft hinein wirken.
„Sie ist weniger als der Mann für die Stetigkeit und die Wirksamkeit der geistigen Arbeit geeignet, da ihre geistigen Fähigkeiten eine geringere innere Kraft haben; es folgt dies aus ihrer lebhafteren moralischen und physischen Empfänglichkeit.“
Am 5. September 1857 starb Comte in Paris an Magenkrebs:37 und wurde auf dem Friedhof Père-Lachaise beerdigt. August Comtes Testament widersprach dem Ehevertrag mit Caroline. Sie klagte, woraufhin es für nichtig erklärt und ihr Comtes gesamtes Erbe zugesprochen wurde.:37
Im Jahre 1902 wurde ein Denkmal Auguste Comtes vor der Sorbonne enthüllt.:34 In der von ihm zwischen 1841 und 1857 genutzten Wohnung in der Rue Monsieur-le-Prince 10 befindet sich heute das Museum Auguste Comte.
Es bildeten sich einzelne „comtistische“ Gemeinschaften in Frankreich, Großbritannien, Schweden und in den USA. Comte hinterließ ein etwa 500 Seiten starkes „Testament“.

## Wissenschaftlichen Theorien

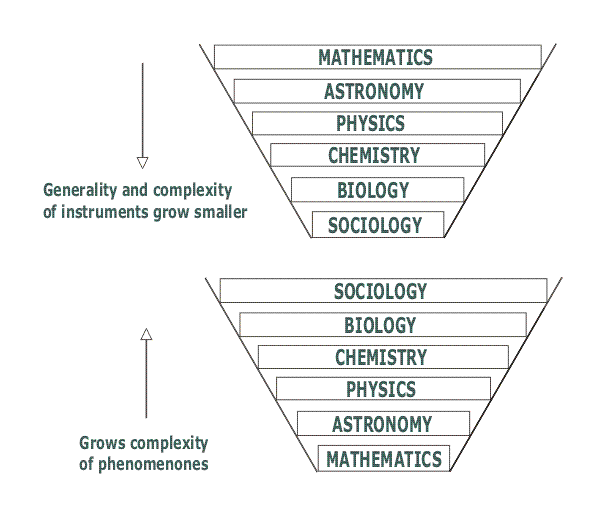
Die Theorie der Wissenschaften nach A. Comte; grafische Darstellung in englischer Sprache

Comte unterschied zwei Universalgesetze in allen Wissenschaften:
- Das Gesetz der drei Phasen („kindliche“ Religion, „jungenhafte“ Metaphysik, schließlich „männliche“ positive Wissenschaft)
- Das enzyklopädische Gesetz.

Indem er diese Theoreme kombinierte, entwickelte Comte eine systematische und hierarchische Klassifikation aller Wissenschaften, einschließlich der anorganischen Physik (Astronomie, Geowissenschaft und Chemie), der organischen Physik (Biologie), vor allem jedoch der neuartigen „sozialen Physik“, die er später Soziologie genannt hat. Nach Comte schloss diese Wissenschaft auch proto-behavioristische Psychologie und Ethik ein.
Diese Idee einer speziellen Wissenschaft – weder Geisteswissenschaft, noch Metaphysik – für das Soziale war im 19. Jahrhundert weit verbreitet und ging nicht speziell von Comte aus. Die ehrgeizige – viele würden sagen: überzogene – Weise, in der Comte dies vorstellte, war bei ihm jedoch einzigartig.
Comte sah diesen neuen Forschungszweig, die Soziologie, als die letzte und die größte aller Wissenschaften, eine Disziplin, die alle weiteren Wissenschaften umfassen würde und die ihre Entdeckungen in ein zusammenhängendes und vollständiges Ganzes integrieren und beziehen würde. Die Soziologie ist Comte zufolge die Wissenschaft, die die Methoden aller anderen – weniger komplexen – Wissenschaften benutzt, nämlich Beobachtung, Experiment, Klassifikation und Vergleich sowie zusätzlich die historische Methode. Die historische Methode ist „[d]ie Vergleichung der geschichtlich einander folgenden Zustände der Menschheit“ (Die Soziologie, 1974, S. 109). Diese Vergleichung ist für Comte „das wichtigste wissenschaftliche Hilfsmittel der Soziologie“ (ebenda).
Comtes Ansatz barg durchaus Widersprüche: einerseits die Orientierung an „harten Fakten“ und nachgewiesenen wissenschaftlichen Erkenntnissen („unwandelbare Naturgesetze“, siehe Positivismus), andererseits die Voraussetzung eines bald mystisch gefärbten Gemeinschaftsgeistes (esprit d’ensemble), welcher „Zweifelsucht“, egoistischen Individualismus und Liberalismus des vorangegangenen „metaphysischen“ Zeitalters durch Altruismus ersetzen sollte.

## Wirkung

Die Devise Ordem e Progresso („Ordnung und Fortschritt“) in der Flagge Brasiliens geht auf Comtianer unter den Revolutionären von 1890 zurück, die die Monarchie stürzten. Comte hatte gesagt: „L’amour pour principe et l’ordre pour base; le progrès pour but“ („Liebe als Grundsatz und Ordnung als Grundlage; Fortschritt als Ziel“).

Obgleich seine Theorien während seiner Lebenszeit und auch noch danach sehr einflussreich waren, sind sie doch bald umstritten gewesen. Comte prägte bereits 1838 die Bezeichnung „Soziologie“; Forschung auf „soziologischem“ Gebiet gab es aber durchaus schon vorher, nur existierte bis Comte kein verbindlicher Begriff dafür. Comtes besondere Hervorhebung des gegenseitigen Verbundenseins der unterschiedlichen Sozialelemente gilt heute als Vorwegnahme des modernen Funktionalismus. Dennoch: Mit wenigen Ausnahmen wird seine Arbeit inzwischen als exzentrisch, mechanistisch und wissenschaftlich überholt betrachtet. Die teilweise naive Erkenntnistheorie des Positivismus, sein Verifikationismus, wurde z. B. vom Physiker Max Planck kritisiert.
Trotzdem sollte man Comtes bleibenden Einfluss gerade in Frankreich und anderen Nationen mit industriellen und katholischen Tendenzen (Polen, Brasilien u. a.) nicht unterschätzen. Emile Durkheims objektive Methode der „sozialen Fakten“, die sich stark von Max Webers methodologischem Individualismus unterscheidet, verdankt Comtes Positivismus wahrscheinlich einiges. Auch die Naturwissenschaftlerin und Nobelpreisträgerin Marie Skłodowska Curie begeisterte sich für Aspekte des Positivismus.
Die frühe wissenschaftliche Kriminologie Italiens wurde ebenfalls stark von der „positiven Philosophie“ beeinflusst. Darunter befand sich der Kriminologe und Physiognomiker Cesare Lombroso, den Nietzsche eifrig rezipierte. Selbst bei Albert Camus findet sich noch eine Unterscheidung zwischen dem eher abstrakten, idealistischen, dem Absoluten verpflichteten deutschen Denken „des ewigen Jünglings“ und der „mittelmeerischen Tradition […] männlicher Stärke“, die sich eher der Natur und der konkreten Erfahrung als der Geschichtsphilosophie verpflichtet fühlt. Comtes Gesetz der drei Phasen klingt hier unüberhörbar an, obwohl es eigentlich teleologisch ist und in die Geschichtsphilosophie fällt. Auch ein bekannter Soziologe wie Pierre Bourdieu zitierte noch 1968 in einem Fachlehrbuch mehrmals Auguste Comte, dabei nicht immer nur in kritischer Absicht. Der Soziologie Norbert Elias würdigte Comte als Klassiker, der noch die wesentliche Frage nach der langfristigen gesellschaftlichen Entwicklung gestellt hat, auch wenn Elias die Antworten Comtes auf diese Frage für anregend, aber unzureichend hält.
Comtes Idee der Soziologie als Königin aller Wissenschaften wurde nie verwirklicht. Dagegen gilt Comte heute vielen als typischer Vertreter des ungebrochenen und übersteigerten Fortschrittsglaubens des 19. Jahrhunderts und der frühen Moderne.
In den Werken des französischen Bestsellerautors Michel Houellebecq wird immer wieder auf das Werk Auguste Comtes Bezug genommen.
Ferner wurde Comtes Wortprägung „Positivismus“ von Kritikern seither zur Bezeichnung unhinterfragter Wissenschaftsgläubigkeit und zügelloser Sozialtechnologie verwendet, wobei der Begriff teilweise inflationär gebraucht wurde: Bereits Karl Marx verwendete die Bezeichnung „Positivismus“ in sehr allgemeiner, kritischer Absicht und keineswegs nur bezogen auf ursprüngliche „echte“ Positivisten wie Comte. Der spätere sogenannte „logische Positivismus“ hat auch keine unmittelbaren Bezüge zu Auguste Comte (vgl. Positivismusstreit).
Neben seinen Theorien hat Comte außerdem verschiedene Kalender-Systeme entworfen, z. B. den Positivisten-Kalender.
Comtes Motto „Savoir pour prévoir, prévoir pour pouvoir“ („Wissen, um vorherzusehen, vorhersehen, um handeln zu können“) könnte heute noch als Motto der Wissenschaften dienen, auch der Umfrage- und Marktforschung; allerdings wäre dabei an Comtes ausgeprägten Determinismus, seinen Instrumentalismus (so schien ihm die Untersuchung ferner Galaxien irrelevant, da dies belanglos für menschliche Interessen sei und einfache Naturgesetze unnötig kompliziere) oder seine Vorstellung einer Herrschaft der Experten zu denken.
Comtes Devise „Ordnung und Fortschritt“ erscheint in der Flagge Brasiliens.

## Werke
Briefe
- Lettres d’Auguste Comte à M Valat, professeur de mathématique, ancien recteur de l’académie de Rhodez. 1815–1844. Dunot, Paris 1870.
- Lettres d’Auguste Comte à John Stuart Mill. 1841–1846. Leroux, Paris 1877.
- Jorge Lagarrigue (Hrsg.): Lettres d’Auguste Comte, fondateur de la religion universelle et premier grand-prêtre de l’humanité, à Henry Edger et à M John Metcalf. Paris 1889.
- Lettres d’Auguste Comte à Henry Dix Hutton. Ponson & Weldrick, Dublin 1890.
- Lucien Lévy-Bruhl (Hrsg.): Lettres inédites de John Stuart Mill à Auguste Comte, publiées avec les réponses de Comte. Édition Alcan, Paris 1899 (zusammen mit John Stuart Mill).
- Lettres d’Auguste Comte à divers, publiées par ses exécuteurs testamentaires. Fonds typographiques, Paris 1902/05 (3 Bde.).
- Correspondance inédite d’Auguste Comte. (4 Bände, 1903–1904)
- Émile Corra (Hrsg.): Lettres d’Auguste Comte au docteur Robinet, son médecin et l’un de ses exécuteurs testamentaires et à sa famille. Société positiviste internationale 1926.
- Fabio Germano Medeiros (Hrsg.): Lettres et fragments de lettres. Centro Positivista, São Paulo 1926.
- Paul Arbousse-Bastide (Hrsg.): Lettres inédites à Célestin de Blignières. Éditions Vrin, Paris 1932.
- Paulo E. de Berrêdo-Carneiro (Hrsg.): Nouvelles lettres inédites. Archives Positivistes, Paris 1939.
- Paulo E. de Berrêdo Carneiro, Pierre Arnaud, Paul Arbousse-Bastide, Angèle Kremer-Marietti (Hrsg.): Correspondance générale et confessions. Paris 1973/90 (8 Bde.).

Sonstige Schriften
- Mémoire de cosmogenie positive. Januar 1835 (Auszug als Digitalisat [abgerufen am 19. Januar 2023]). (Vorlesung vor der Académie des Sciences de Paris.)

Einzelausgaben
- Aufruf an die Konservativen („Appel aux conservateurs“). Lippmann Verlag, Neufeld/Leitha 1929.
- Calendrier positiviste, ou Système général de commémoration publique destiné surtout à la transition finale de la grande république occidentale composée de cinq populations avancées, française, italienne, germanique, britannique et espagnole composée. Édition Fata Morgana, Fonfroide-le-Haut 1993, ISBN 2-85194-084-8 (Nachdr. d. Ausg. Paris 1849).
- Contenant toutes les théories générales de géometrie accessibles à l’analyse ordinaire. Cœury & Dalmont, Paris 1843.
- Paulo E. de Berrêdo Carneiro und Pierre Arnaud (Hrsg.): Écrits de jeunesse. 1816–1826. Suivis du Mémoire sur la cosmogonie de Laplace. Mouton, Paris 1970 (Nachdr. d. Ausg. Paris 1835).
- Katechismus der positiven Religion („Catéchisme positiviste, ou Sommaire exposition de la religion universelle, en onze entretiens systématiques entre une femme et un prêtre de l’humanité“). Verlag Wigand, Leipzig 1891.
- Opuscules de philosophie sociale. 1819-1828. Leroux, Paris 1883.
- Angèle Kremer-Marietti (Hrsg.): Plan der wissenschaftlichen Arbeiten, die für eine Reform der Gesellschaft notwendig sind. („Plan des travaux scientifiques nécessaires pour réorganiser la société“). Hanser, München 1973, ISBN 3-446-11789-X (Reihe Hanser; 131).
- Der Positivismus in seinem Wesen und seiner Bedeutung („Discours sur l’ensemble du Positivisme“). Verlag Reissland, Leipzig 1894.
- Le Prolétariat dans la société moderne. Archives Positivistes, Paris 1946 (Mit einer Einführung von Rudolfo Paula Lopes).
- Iring Fetscher (Hrsg.): Rede über den Geist des Positivismus („Discours sur l’esprit positif“). Meiner Verlag, Hamburg 1994, ISBN 978-3-7873-1148-4.
- République occidentale. Ordre et progrès. Matthias, Paris 1848.
- Angèle Kremer-Marietti (Hrsg.): La Science sociale. Gallimard, Paris 1972 (Collection Idées; 261).
- Angèle Kremer-Marietti (Hrsg.): Sommaire appréciation de l’ensemble du passé moderne. Harmattan, Paris 2001, ISBN 2-296-01621-9 (Nachdr. d. Ausg. Paris 1971).
- Die Soziologie. Die positive Philosophie im Auszug. („Cours de philosophie positive“). Kröner, Stuttgart 1974, ISBN 3-520-10702-4 (Kröners Taschenausgabe; 107).
- System der positiven Politik („Système de politique positive“). Edition Turia & Kant, Wien 2004 (übersetzt von Jürgen Brankel).

1. Der dogmatische Teil der Sozialphilosophie. 2004, ISBN 3-85132-381-5.
2. Historischer Teil der Sozialphilosophie. 2007, ISBN 978-3-85132-423-5.
3. Abschluß der Sozialphilosophie und allgemeine Folgerungen. 2008, ISBN 978-3-85132-495-2.

- Traité philosophique d'astronomie populaire. Fayard, Paris 1985, ISBN 2-213-01585-6 (Nachdr. d. Ausg. Paris 1844).
- Testament d’Auguste Comte, avec les documents qui s’y rapportent. Pièces justificatives, prières quotidiennes, confessions annuelles, correspondance avec Mme de Vaux. 2. Aufl. Édition Pierre Laffitte, Paris 1884.
- Traité élémentaire de géométrie analytique à deux et à trois dimensions. (1843)

Werkausgabe
- Œuvres d’Auguste Comte. (12 Bände, 1968–1971)